# Abgrallaspis oxycoccus
Abgrallaspis oxycoccus är en insektsart som först beskrevs av Woglum 1906.  Abgrallaspis oxycoccus ingår i släktet Abgrallaspis och familjen pansarsköldlöss. Inga underarter finns listade i Catalogue of Life.